# Henry Grob

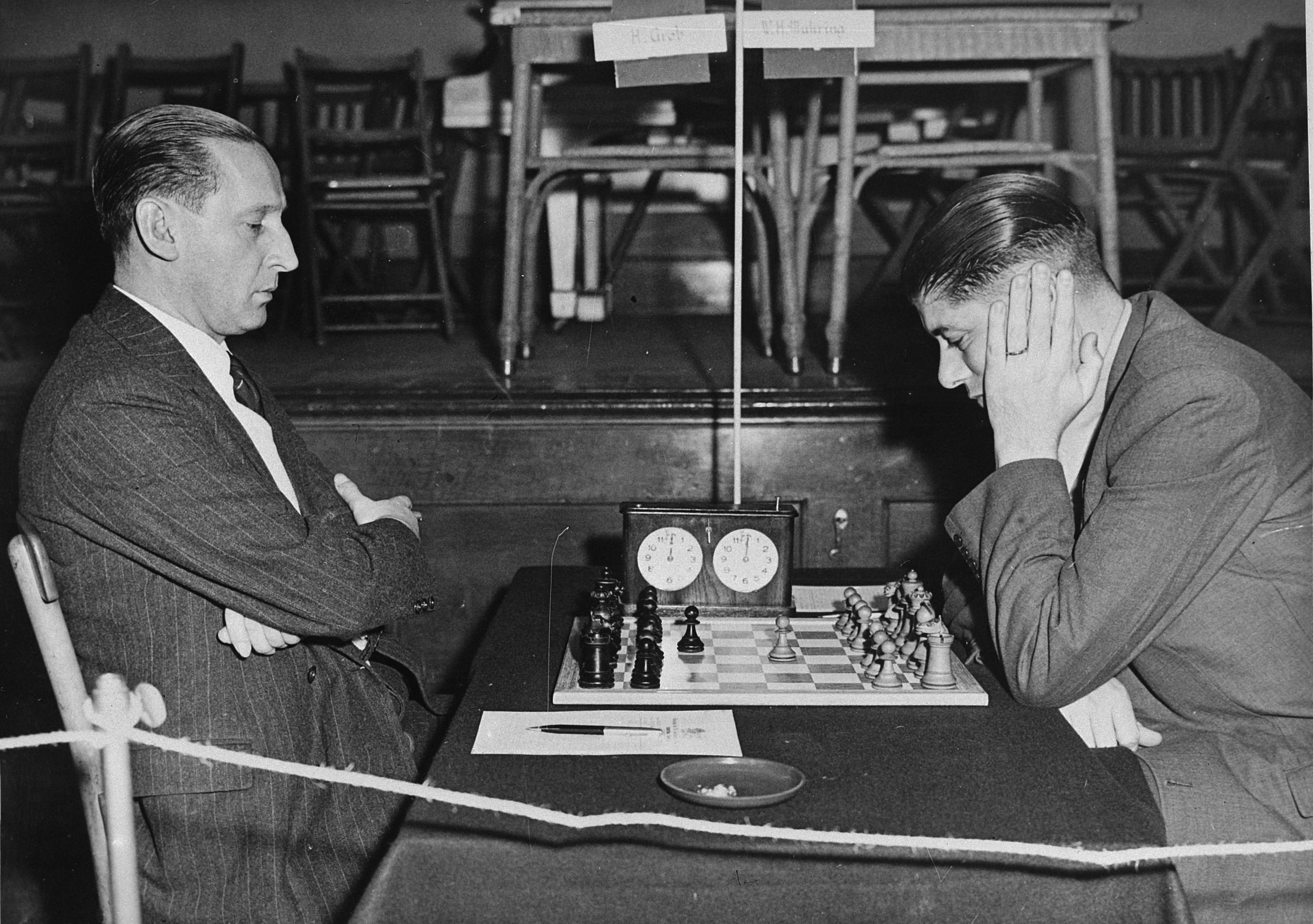
Henry Grob vs. Willem Muhring (Hastings, 1947–48)

Henry Grob (* 4. Juni 1904; † 5. Juli 1974 in Zürich) war ein schweizerischer Schachmeister und Kunstmaler.

## Leben
Grob, der von Beruf Kunstmaler und Buchhändler war und später seinen Schachverlag Grob gründete, gewann 1939 und 1951 die Schachmeisterschaft der Schweiz. Er vertrat seine Heimat auf den Schacholympiaden 1927 in London, 1935 in Warschau und 1952 in Helsinki.
Bis zu Beginn der 1950er Jahre nahm er an zahlreichen internationalen Turnieren teil. Sein grösster Erfolg war der geteilte erste Platz (mit Paul Keres und Reuben Fine) in Ostende 1937.
Grob spielte eine grosse Anzahl von Wettkämpfen gegen bekannte Schachmeister: 1933 unterlag er in Arosa Salo Flohr mit 1,5:4,5 (+1 =1 −4), 1934 schlug er in Zürich Jacques Mieses 4,5:1,5 (+4 =1 −1), 1937 (in Zürich) spielte er unentschieden (+1 =2 −1) gegen den Belgier George Koltanowski. In Zürich unterlag er 1947 Max Euwe mit 0,5:5,5 (+0 =1 −5), 1948 Miguel Najdorf mit 1:5 (+1 =0 −5), 1949 Efim Bogoljubow mit 1,5:4,5 (+1 =1 −4) und 1950 dem Niederländer Lodewijk Prins mit 1,5:4,5 (+1 =1 −4). Im Jahre 1962 gewann er ein Seniorenturnier in Zürich gemeinsam mit Boris Kostić.
Im Jahre 1950 verlieh ihm die FIDE den Titel Internationaler Meister.
Zu allgemeiner Bekanntheit in der Schweiz gelangte er durch seine Schachspalte Fernschachzentrale in der Neuen Zürcher Zeitung, die er seit 1941 leitete. Er spielte insgesamt 3614 Fernpartien gegen seine Leser.
Nach Grob ist die Eröffnung 1. g2–g4 (Grobs Angriff) benannt. In einem Buch heißt der Angriff g2–g4 noch "Genuesisch" bzw. "Partie Ahlhausen". Außerdem schreibt Grob ebenda, dass er diese Eröffnung durch die Fernschach-Zentrale der Neuen Zürcher Zeitung (FSZ) weitgehend erforscht hat und zu dem Ergebnis gekommen ist, dass der weisse Angriffsplan (1. g4, 2. Lg2, 3. c4) durch Schwarz (1. d7–d5 2. e7–e5 3. c7–c6) präzise widerlegt werden kann. Diese Eröffnung gilt aufgrund der bekannten Widerlegung nicht als vollwertig und kommt in der Meisterpraxis kaum vor.
Seine Fähigkeiten als Kunstmaler nutzte Grob, um Schachfiguren nach einem eigenen, modernen und schlichten Design zu entwerfen.

## Werke
Grob schrieb eine Reihe Schachbücher:
- Angriff g2–g4 (Zürich 1942)
- Lerne schach spielen (Zürich 1945)
- Die Eröffnungen in der Schachpartie unter Anwendung des Kampfplanes (Zürich 1946)
- Endspiele (Zürich 1946)
- Hundert ausgewählte Fernpartien (Zürich 1968).